# 鳳儀書院
鳳儀書院位於臺灣高雄市鳳山區，緊鄰鳳山城隍廟，是臺灣現存規模最大的书院。於民國七十四年（1985年）11月13日公告為三級古蹟，現為高雄市市定古蹟。

## 沿革
鳳儀書院是由鳳山知縣吳性誠與歷任鳳山知縣樂捐，過去歸因鳳山縣縣城屏山書院在乾隆52年（1787年）爆發的林爽文事件毀於戰火之後，奏准將縣城遷移至下埤頭街（今高雄市鳳山區）的鳳山縣新城，後在在地方政府和士紳的努力下，並由歲貢生張廷欽負責經理興建，延續過去「屏山書院」的功能，當時除教學之外，亦是歲科童試考場，成為當時鳳山地區的文教中心，此外由於當地居民感念曹謹開鑿曹公圳的貢獻，於1860年於鳳儀書院東邊設立曹公祠祭祀，後因日治時期傾圮而異地重建，書院後曾於光绪十七年（1891年）時在举人盧德祥協助下整修過，當時鳳儀書院規模共屋三十七間，正中廳事三間、左右官廳房二間、兩廊學舍十二間、講堂三間、頭門五間、義倉九間、聖蹟庫一間，是全台灣規模最大的書院。
日治時期，鑒於總督府大力推廣新式教育體制導致書院沒落，屋舍逐漸因疏於照顧而殘破，此期間曾作為大日本帝國陸軍臺南衛戍病院鳳山分院、養蠶所及鳳山郡役所宿舍使用，戰後時期更因產權歸屬教育部學產基金，因而將書院所在的土地出租，加蓋建物及設施供住戶進住，直到近年高雄縣文化局在2005年開始規畫修築鳳儀書院的修復計畫，而在縣府取得土地使用權後，便辦理佔住戶遷移，並於2007年時發包整修，2011年完工。而在整修期間的2008年3月時發現鳳儀書院九大碑之一的「奉憲禁胥役勒索紳衿碑」（道光五年，1825年立），也是目前唯一尋獲的一座。
2014年10月31日，為了恢復文昌祠的祭祀功能，高雄市市長陳菊率隊至臺南孔廟與臺南市市長賴清德共同舉行分香儀式，分香完隨後回書院舉行開幕儀式，並於11月1日正式對外開放參觀。

## 建築設計
鳳儀書院建築群現由照壁、頭門、講堂、廳事及兩廊廳舍構成，為三進式建築，整個書院布局可分書院、試院為兩個部分，東畔尚有曹公祠及試院頭門的殘蹟。其中照壁以紅磚築成，但外表粉刷白灰，左右過去設置直櫺磚窗與門樓，現今只剩下右側門樓，額題「登雲路」。而左側已傾毀的門額為「步天衢」。
鳳儀書院的頭門為五開間，中央三間闢三門，左右邊間設房間，古時為院丁之職守門者所使用，左右兩側皆有牆門，門額分別題有「說禮樂」及「敦詩書」，第二進則為講堂，面寬三開間，屋架為十一架，採「徹上露明造」，過去曾作為講學空間與祭祀使用，最後一進為廳事，為師長官員辦公及住宿之所。中央三開間則為辦公用途，跟據《鳳山縣采訪冊》記載，廳事內共供奉文昌帝君、魁星與倉聖，具有文昌祠的祭祀功能。

### 圖片

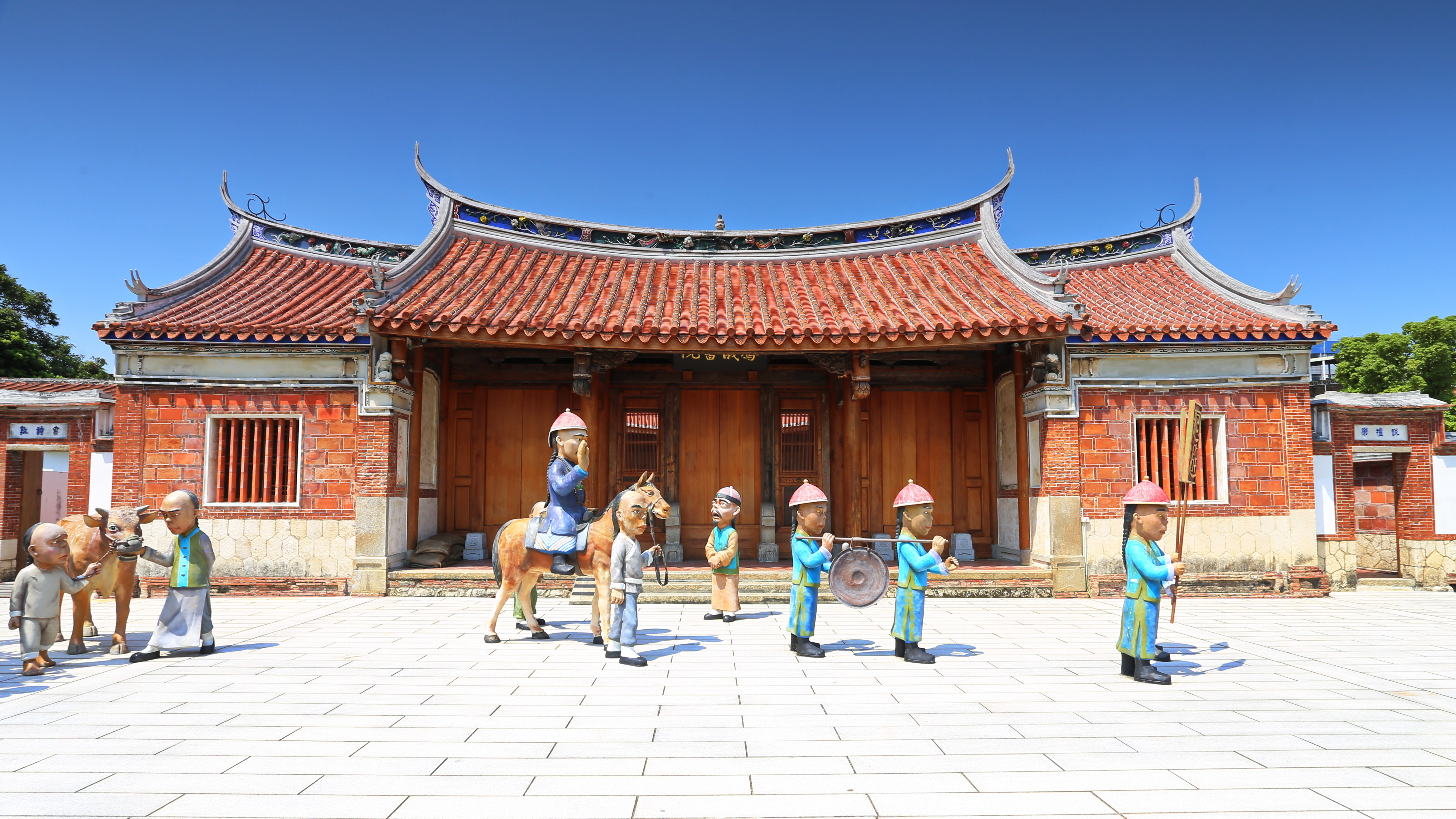
頭門
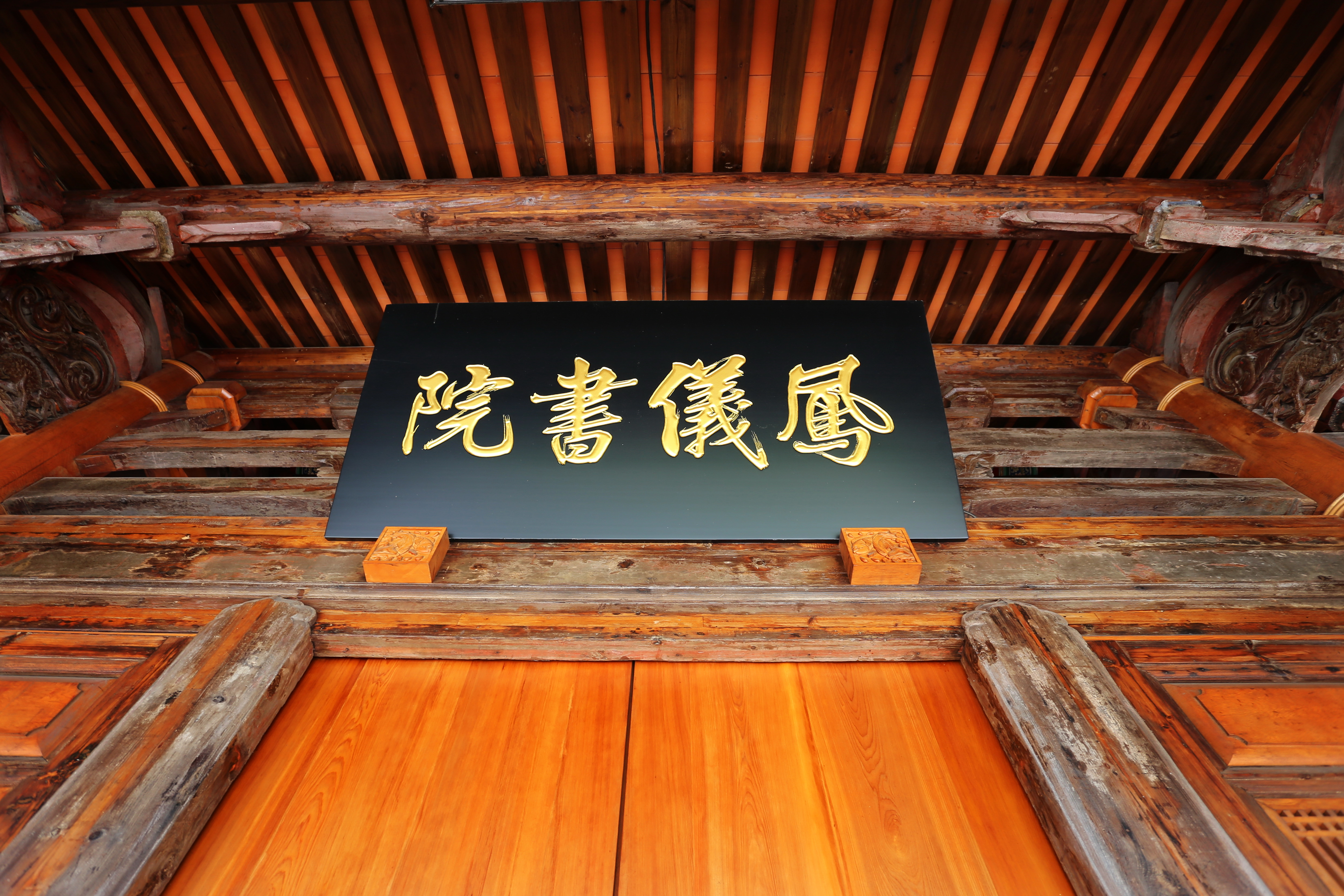
「鳳儀書院」門額
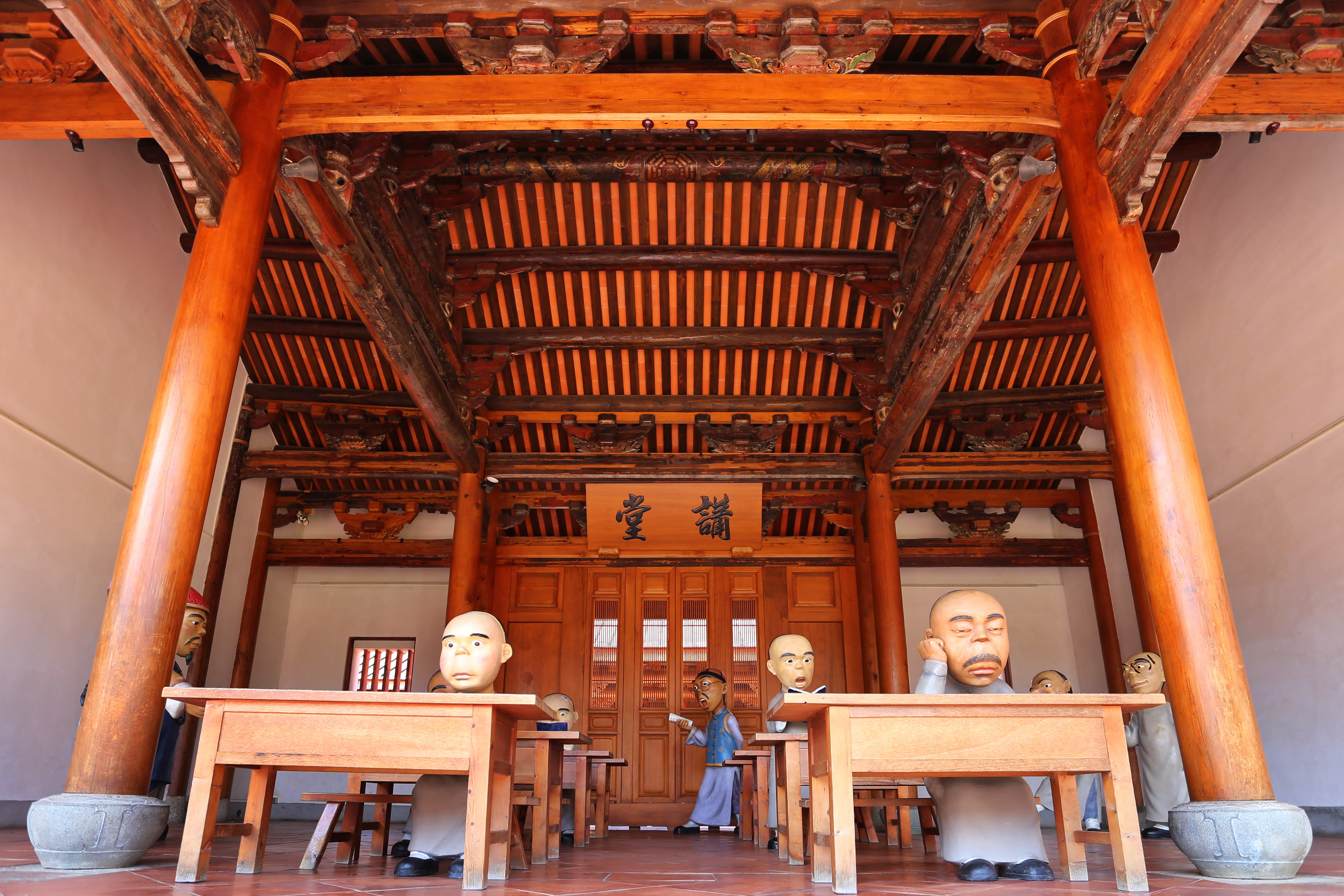
講堂
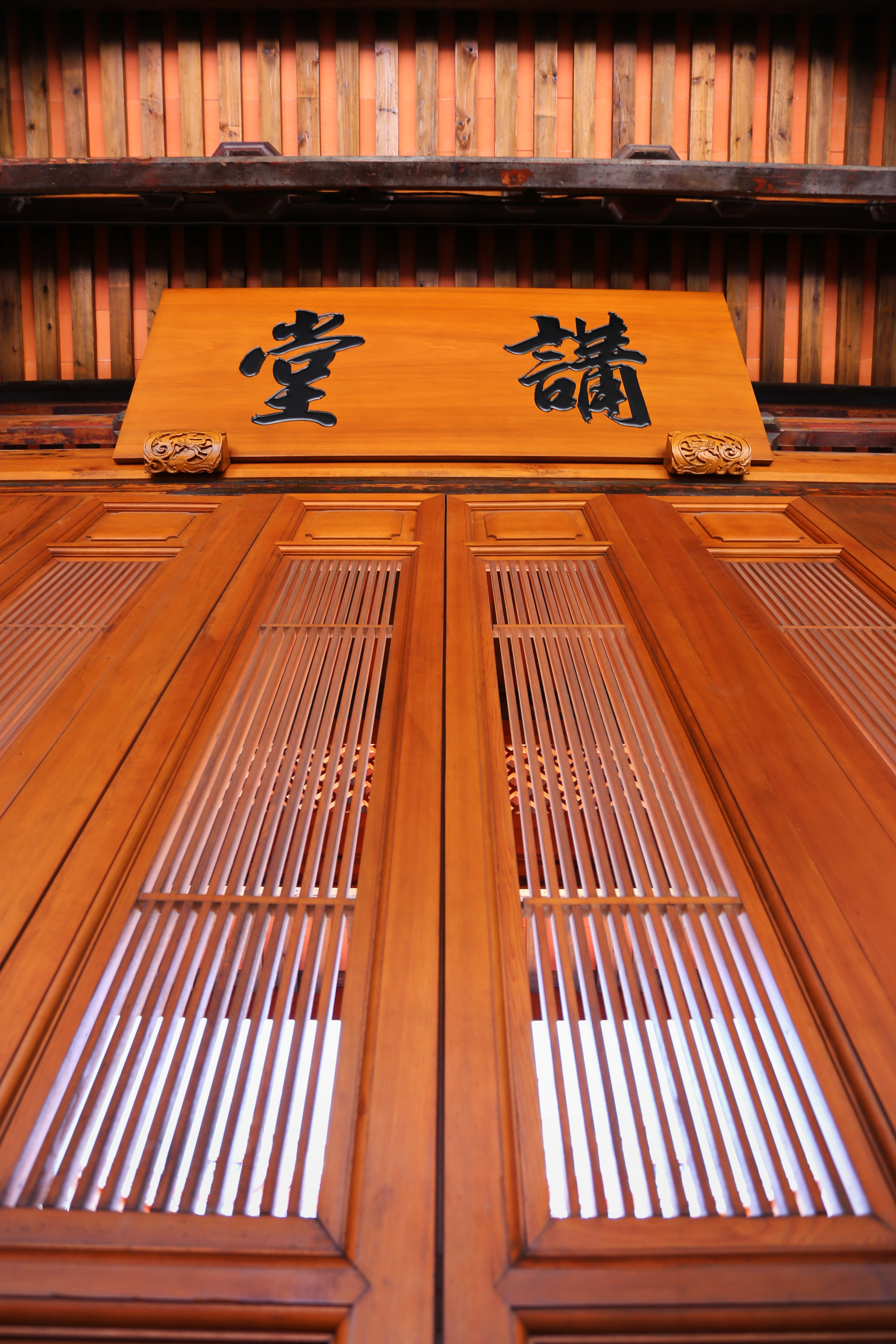
講堂
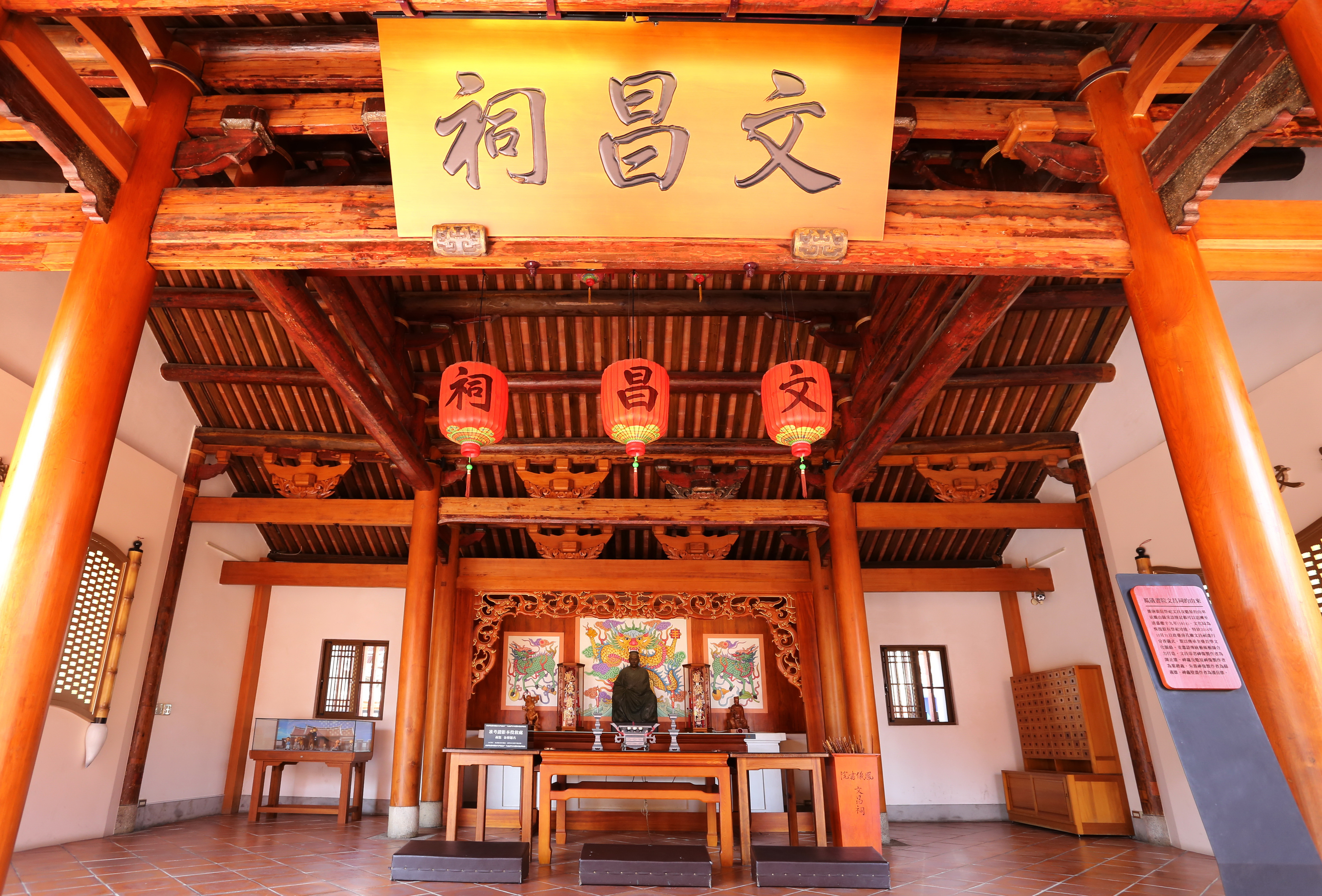
文昌祠

## 交通資訊

### 捷運
橘線： 鳳山站

### 公車
| 編號 | 經營業者 | 區間                               | 備註 |
| ---- | -------- | ---------------------------------- | ---- |
| 橘8  | 港都客運 | 建軍站（捷運衛武營站）－過埤派出所 |      |

### 公共自行車
- 高雄市公共自行車租賃系統：
  - 鳳儀書院：中正路129巷1弄2之1號西側

## 外部連結
- 鳳儀書院
- 鳳儀書院——高雄市政府文化局